# Мерсин Идманюрду
«Мерсин Идманюрду» — турецкий футбольный клуб из города Мерсин, выступающий в Турецкой Суперлиге. Основан 16 августа 1925 года. Домашние матчи проводит на стадионе «Тевфик Сирри Гюр», вмещающем 10 128 зрителей. В Турецкой Суперлиге в общей сложности команда провела 11 сезонов. Главным достижением «Мерсин Идманюрду» является выход в финал Кубка Турции в 1983 году, этот успех позволил клубу принять участие в Кубке кубков.

## Достижения
- Финалист Кубка Турции (1): 1982/83.

## Выступления в еврокубках
| Сезон   | Турнир       | Раунд |                           | Клуб          | Счёт     |
| ------- | ------------ | ----- | ------------------------- | ------------- | -------- |
| 1983/84 | Кубок кубков | 1R    | Флаг Болгарии (1971—1990) | Спартак Варна | 0:0, 0:1 |

- 1R — первый раунд.